# María Teresa Mirabal
Antonia María Teresa Mirabal Reyes de Guzmán (Ojo de Agua, 15 de octubre de 1935-La Cumbre, 25 de noviembre de 1960) fue una agrimensora y activista política dominicana. Fue una de las hermanas Mirabal asesinadas por el dictador dominicano Rafael Leónidas Trujillo.  

## Primeros años
María Teresa era la menor de cuatro hermanas nacidas en el seno de una familia acomodada de la provincia dominicana de Salcedo (actualmente nombrada Hermanas Mirabal). Sus padres fueron Enrique Mirabal Fernández y Mercedes Reyes Camilo.
Al igual que sus hermanas, estudió en el Colegio Inmaculada Concepción de La Vega. Se graduó en el Colegio Sagrado Corazón de Jesús en Santiago y, en 1954, en el Liceo de San Francisco de Macorís, especializándose en matemáticas. Continuó sus estudios en la Universidad Autónoma de Santo Domingo, como agrimensora. El 14 de febrero de 1958 contrajo matrimonio con el también ingeniero Leandro Guzmán, y el 17 de febrero de 1959 nació su única hija, Jacqueline. María Teresa admiraba a su hermana Minerva y, como ella, se involucró en actividades políticas. Con el tiempo, las hermanas pasaron a ser conocidas colectivamente como las hermanas Mirabal.
Su indignación ante la “tiranía trujillista” era tan profunda que en enero de 1959 se unió a una conspiración urdida en la residencia de Guido D’Alessandro (sobrino político de su hermana Minerva) para sentar las bases de lo que más tarde se llamaría Movimiento Revolucionario 14 de Junio, con la esperanza de derrocar al dictador Rafael Leónidas Trujillo.

## Detenciones
El 20 de enero de 1960, María Teresa fue detenida en una base militar de Salcedo, siendo liberada el mismo día. Dos días después, el 22 de enero, ella y su hermana Minerva fueron detenidas y llevadas a La Cuarenta, la infame cárcel de tortura, y luego trasladadas a otra prisión, Penitenciaría Nacional de La Victoria. Fueron liberadas el 7 de febrero de 1960, pero poco después, el 18 de marzo, María Teresa y Minerva fueron detenidas de nuevo y devueltas a La Cuarenta. Se les impuso una condena de cinco años, pero se redujo a tres en apelación, y fueron puestas en libertad de nuevo el 18 de agosto de 1960.
Sin sentir ninguna intimidación por parte de la confrontación política, María Teresa aseguraba que en la lucha, «se arriesga la vida sin pensar en posibles beneficiosos personales, ya que el principal motivo por el cual luchamos es la anulación completa de los privilegios […] quizá lo que tenemos más cerca es la muerte, pero esa idea no me amedrenta: seguiremos luchando por lo justo».

## Asesinato
El 25 de noviembre de 1960, cuando tres de las hermanas, Minerva, Patria y María Teresa, regresaban de visitar la prisión donde se encontraban sus maridos, dirigentes del Movimiento Revolucionario 14 de Junio, fueron emboscadas por agentes del Servicio de Inteligencia Militar (SIM) en las afueras de Puerto Plata. Fueron llevadas a una casa campestre en la comunidad de La Cumbre, donde fueron golpeadas ferozmente con palos y otros objetos contundentes hasta causarles la muerte. Su chófer Rufino de la Cruz fue también asesinado. En ese momento, Patria tenía 36 años, Minerva 34 y María Teresa 25. 
Sus cuerpos fueron encontrados con el vehículo, destrozado en el fondo de un barranco. Aunque la escena del crimen pretendía indicar que las hermanas y el conductor murieron en una caída accidental, se asumió ampliamente que sus muertes eran obra del dictador, Rafael Leónidas Trujillo, convirtiéndose así en motivo de indignación nacional, calificándose como «la gota que colmó el vaso para el pueblo dominicano».

## Legado
En memoria de María Teresa y sus hermanas, cada 25 de noviembre se conmemora el Día Internacional de la Eliminación de la Violencia contra la Mujer, por la resolución oficial de la Organización de las Naciones Unidas (ONU) aprobada por su asamblea el 7 de febrero de 1999.